# Mesék a kriptából (televíziós sorozat)
A Mesék a kriptából (angol címén Tales from the Crypt) 1989-ben bemutatott amerikai antológiasorozat.
A cím eredetileg egy 1950-től 1955-ig kiadott képregénysorozatra utalt, ám az évek alatt a név kiterjedt öt filmre, három televíziós és egy rádiósorozatra, illetve több spin-off produkcióra is. A televíziós sorozatok közül az eredeti műsor a képregény élőszereplős változata volt, a második egy rajzfilmsorozat, míg a harmadik egy vetélkedő. Flipperjáték is készült a szereplőkkel. A képregénysorozatot az amerikai EC Comics kiadó jelentette meg az USA-ban.
Magyarországon az eredeti sorozatot és a rajzfilmsorozatot (Kriptamesék) sugározták. Az élőszereplős műsort az RTL Klub mutatta be 1999. június 16-án, míg a rajzfilmsorozatot a Minimax tűzte műsorra. A produkciókat itthon az 1990-es és a 2000-es években mutatták be, ám a hazai bemutatók pontos dátumai ismeretlenek.
A műsorok és a képregény antológiasorozatnak számítanak. A franchise főszereplője egy Kriptaőr nevű bábu, aki az élőszereplős sorozatban az epizódok elején üdvözölte a nézőket. Ezután különböző érdekes és misztikus történeteket mutattak be, melyben a szereplőikkel különféle negatív, általában horrorfilmbe illő dolgok történnek. Az eredeti műsorban például egy agglegény testet cserél egy vonzó férfival, hogy lenyűgözzön egy nőt, vagy egy biztosítási ügynök megöli az ügyfelét, hogy elvegye a pénzét, de meg akarják gyanúsítani azzal, hogy igenis ő követte el a bűntettet, és ehhez hasonlók. Az eredeti produkció hét évadot futott 93 epizóddal. Az USA-ban az HBO sugározta, 1989. június 10-től 1996. július 19-ig. Hazánkban először az HBO, majd az RTL Klub műsorkínálatában futott, a késő esti idősávban, ijesztő és felnőtteknek szánt tartalma miatt.
A rajzfilm is hasonló cselekményt követ, kevésbé hátborzongató, de ugyanolyan ijesztő témákkal. Itt a Kriptaőrnek két riválisa is akadt, egy "Vault Keeper" nevű szereplő, és egy öreg boszorkány személyében. Ők mindig "magukévá akarják tenni" a műsort, azzal az indokkal, hogy nekik nincs saját műsoruk, végül mindig pórul járnak. A rajzfilmsorozat 3 évadot élt meg 39 epizóddal. Amerikában az ABC és a CBS, Kanadában pedig a YTV és a Teletoon sugározta 1993. szeptember 18-tól 2000. október 25-ig. A műsort itthon a Minimax tűzte műsorra, a késő esti idősávban, mondván, hogy a sorozat túl ijesztő volt a gyerekek számára. 
A filmek is hasonló sémát követnek cselekmény szempontjából.
A rádiósorozatot és a vetélkedőt nem mutatták be Magyarországon.
Az USA-ban kultikus státusznak örvend a franchise. A sorozatokat jelenleg is ismétlik a tengerentúlon.

## További információ
- Mesék a kriptából: Démon lovag (Tales from the Crypt: Demon Knight, 1995)  az Internetes Szinkron Adatbázisban (magyarul)
- Mesék a kriptából: Vérbordély (Bordello of Blood, 1996)  az Internetes Szinkron Adatbázisban (magyarul)
- Mesék a kriptából (Tales from the Crypt, 1972) a PORT.hu-n (magyarul)
- Mesék a kriptából (Tales from the Crypt, 1989) a PORT.hu-n (magyarul)